# Orlando Jordan
Orlando Mason Jordan (21 de abril de 1974) es un actor, doble de riesgo y luchador profesional retirado estadounidense nacionalizado australiano. Jordan destaca por su paso en las empresas World Wrestling Entertainment (WWE) donde destaca el haber sido una vez Campeón de los Estados Unidos y Total Nonstop Action Wrestling (TNA).

## Carrera

### World Wrestling Entertainment (2003-2006)
Jordan hizo su debut en la TV el 31 de mayo de 2003 en Velocity derrotando a Jamie Noble. El 26 de junio de 2003, Jordan peleó por primera vez en SmackDown!, apareciendo como Face en el Madison Square Garden contra el entonces heel John Cena. Tras la pelea, Undertaker, quien tenía un feudo con Cena, le atacó, ayudando a Jordan.

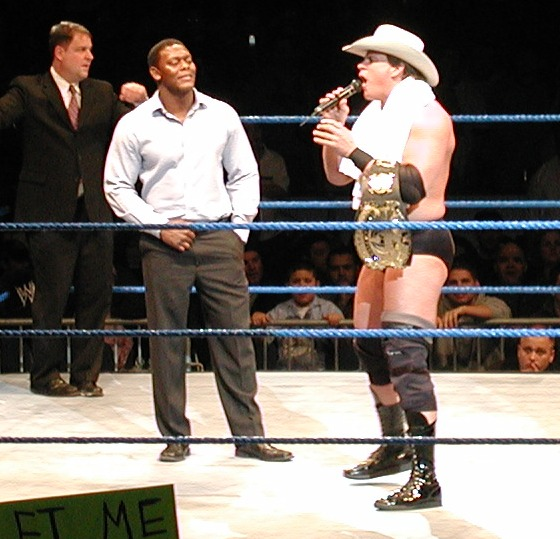
Jordan junto a John "Bradshaw" Layfield como The Cabinet.

Tras ser face durante varios meses, Jordan cambió a heel al unirse a John "Bradshaw" Layfield, formando parte del Cabinet y siendo nombrado el "Chief of Staff". Pocos meses después de unírsele, Jordan empezó a cambiar su forma de actuar y de vestir; mientras que junto con The Basham Brothers ayudaron a JBL a retener su Campeonato de la WWE durante 9 meses interfiriendo en sus peleas frente a Eddie Guerrero, Booker T, Kurt Angle, The Big Show y The Undertaker, quien fue el primero en mostrar respeto a Jordan.
Orlando también participó en el Royal Rumble Match en Royal Rumble siendo eliminado por Booker T. Después de que JBL empezara un feudo frente a John Cena alrededor del Título de la WWE, Jordan se enfrentó a Cena el 3 de marzo de 2005 en SmackDown!. Orlando derrotó a John Cena con la ayuda de JBL, ganando el Campeonato de los Estados Unidos. Unos meses después de perder el título de la WWE ante Cena en WrestleMania 21, JBL disolvió el grupo aunque Jordan siguió haciendo equipo con él. En abril y mayo comenzó un breve feudo con Heidenreich defendiendo con éxito el título frente a él en Judgment Day. En The Great American Bash, Jordan empezó su primer gran feudo contra Chris Benoit. Jordan derrotó a Benoit y retuvo su campeonato. Después de eso, Benoit empezó a pedir peleas al título a Jordan, derrotándole finalmente en SummerSlam. Después de la pelea, Jordan intentó conseguir el título tres veces seguidas, perdiendo las tres peleas por rendición en 23.4, 22.5 y 49.8 segundos. Luego siguió luchando contra Benoit siendo siempre derrotado, mientras que en las semanas siguientes Christian y Booker T demandarían una oportunidad al título al igual que Jordan por lo que Benoit al no decidirse decidió hacer una Fatal 4 Way por el Campeonato de los Estados Unidos en No Mercy en la cual no pudo ganar.
Cuando Booker T se lesionó en el Best of Seven series por el Campeonato de los Estados Unidos, necesitó un sustituto para enfrentarse a Benoit, aprovechando Orlando la situación para ganar el título, pero la esposa de Booker, Sharmell le dijo que no por sus rápidas derrotas ante Benoit.
Booker entonces se lo pidió a Randy Orton, quien no ganó la pelea. Orton, mientras tanto, le pidió a Booker que le sustituyera, pero no lo hizo. Durante la última pelea, Jordan interrumpió y atacó a Booker, haciendo que la serie de peleas acabara en empate 3 a 3, dándole a Booker el campeonato. Orlando también participó en el Royal Rumble Match en el evento Royal Rumble pero no logró ganar. La WWE intentó promocionarle como face, pero al no tener una buena acogida entre los fanes, volvió a ser heel, pero tampoco funcionó al perder fácilmente contra The Boogeyman.
Orlando entonces empezó a pelear en Velocity y ganó muchas peleas. Hizo su aparición final en SmackDown! al aparecer el 12 de mayo hablando con Nunzio que había empezado a vestir como Vito. La última aparición de Jordan en la WWE fue perdiendo ante Gunner Scott el 13 de mayo en Velocity.
Orlando fue despedido de la WWE el 26 de mayo por viajar junto a alguien que no estaba autorizado por la empresa. Antes de ser despedido, la WWE le puso un gimmick de bisexual, a pesar de ser un tabú en la lucha libre, pero siendo su verdadera orientación sexual.

### Circuito independiente (2006–2010)

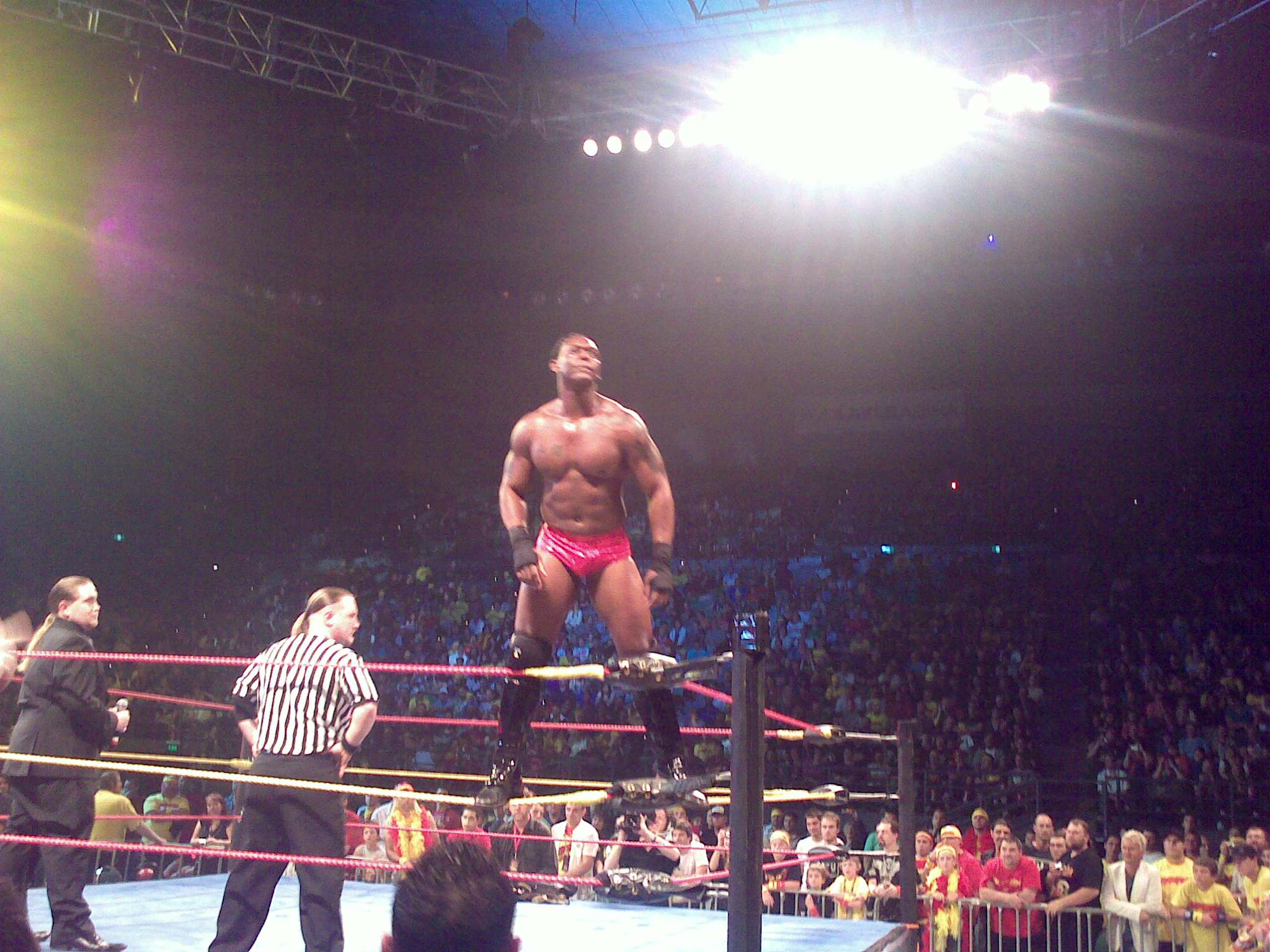
Jordan en el tour de Hulkamania.

Jordan empezó a pelear en circuitos independientes, notablemente en la Nu-Wrestling Evolution y New Japan Pro Wrestling. Jordan fue una vez Campeón de la NWE en abril de 2008, pero lo perdió un mes después frente a Ultimate Warrior. También participó en el tour australiano Hulkamania - Let The Battle Begin. El 21 de noviembre perdió junto a Rumaga ante Kishi & Brian Christopher, el 24 de noviembre derrotó a Ken Anderson, el 26 de noviembre volvió a hacer equipo con Rumaga y perdió ante Anderson & Brutus Beefcake y el 28 de noviembre derrotó a Beefcake.

### New Japan Pro Wrestling (2007-2009)
Jordan fue contratado en 2007 por la New Japan Pro Wrestling y su combate de debut fue en contra del veterano Yuji Nagata en la cual se desempeñó bien pero no ganó el combate. 
Luchó en el G1 Clímax 2008 pero fue eliminado en primera ronda, después de eso pasó meses sin hacer apariciones, hasta finales de 2008 Jordan regresaría cambiando a Face haciendo equipo con Minoru Suzuki, al final lograron ganar el combate siendo la primera victoria de Jordan EN NJPW.
Su Último combate fue el 23 de julio de 2009 en contra de Kazuchica Okada en la cual perdió.
Finalmente el 27 de agosto en una conferencia de prensa de la NJPW llevada a cabo en Kyoto, tras varios rumores de su salida de la empresa en esos días, se confirmó que Jordan había sido liberado de su contrato desde el 3 de agosto de 2009.

### Total Nonstop Action Wrestling (2010-2011)
Jordan hizo una aparición en el TNA iMPACT! del 4 de enero de 2010 en un segmento junto a D'Angelo Dinero. Poco después se confirmó que había firmado un contrato con la TNA. Jordan hizo su debut el 21 de enero de 2010, derrotando a Dinero, empezando un feudo con él. Tras esto, cambió su personaje a un personaje bisexual, apareciendo en segmentos haciendo cosas como echarse nata por el cuerpo. A causa de esto, empezó un feudo con Rob Terry, enfrentándose a él por el Campeonato Global de la TNA en Sacrifice, perdiendo el combate. Tras esto, continuó luchando en Xplosion, haciendo pareja con Eric Young, quien le hacía perder las luchas debido a que se confundía de equipo. En Bound for Glory fueron derrotados por Ink Inc. (Shannon Moore & Jesse Neal). En Lockdown, Ink Inc. derrotaron a Scott Steiner & Crimson, Young & Jordan y The British Invasion (Magnus & Douglas Williams) en un Steel Cage match ganando una oportunidad por el Campeonato Mundial en Parejas de la TNA. Después de disolver el equipo con Young, desapareció de la televisión hasta que el 11 de julio fue despedido de TNA.

### Circuito independiente (2011-2018)
Después de ser despedido, Jordan comenzó a trabajar en empresas australianas. La All Action Wrestling anunció que le había firmado durante todo un año. En su primera noche ganó una 20-men Unleashed Rumble, entrando como el número 20 y consiguió el Campeonato Mundial Peso Pesado de la AAW al derrotar al campeón. También debutó el 24 de febrero en la High Risk Professional Wrestling, donde ganó una 5-men Elimination Match para obtener una oportunidad al Campeonato Mundial Peso Pesado de la HRPW de David Hawk. El 25 de febrero derrotó a Hawk, ganando el título. En marzo se enfrentó a Hawk en su primera defensa, reteniendo el título.
En 2018, anunció su retiro por medio de su cuenta de Instagram en la que anunciaba que se retiraba de la Lucha Libre Profesional para enfocarse en otros hobbies como el cuidado de su pequeña hija,así como la actuación y el cine.

## Vida personal
Jordan fue erróneamente diagnosticado con autismo cuando era niño.
Jordan es abiertamente bisexual. El 10 de octubre de 2013, anunció su casamiento con una mujer en Australia. El año siguiente, su hija Dakota Mae, nació.
Actualmente Jordan está retirado de la Lucha Libre para enfocarse en el cuidado de su hija así como en la actuación y el cine.

## En lucha
- Movimientos finales
  - Black Ice (Shoulder jawbreaker)
  - Blackout (Leg hook reverse STO)

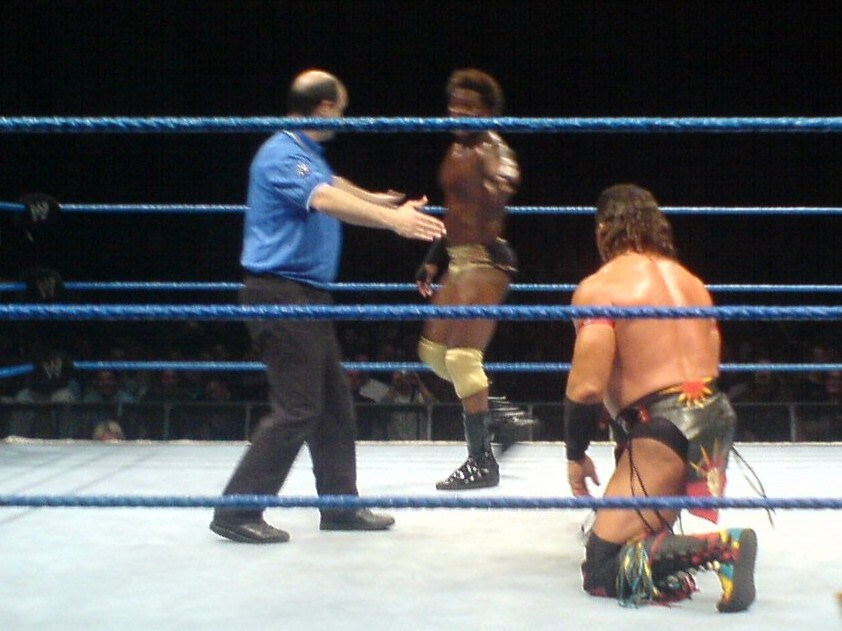
Jordan peleando contra Tatanka en un evento de la WWE en Stuttgart en 2006.

  - Gender Bender (Rolling Cutter) - TNA
  - Double Knee Backbreaker
  - Running leg drop bulldog
  - Running powerslam - 2003

- Movimientos de firma
  - Orlando's Magic (Whiplash)
  - Johnson Shuffle (Tres golpes en la mandíbula con la izquierda seguidos de un puñetazo en la cara de la izquierda)
  - Last Call (Fallaway slam)
  - Dropkick, a veces desde la tercera cuerda
  - Running powerslam - 2004-presente
  - Double knee backbreaker
  - Múltiples variaciones de neckbreaker
    - Inverted facelock
    - Swinging

  - Spinebuster

- Apodos
  - "Chief of Staff"
  - "The Wild Card"

## Campeonatos y logros

### Lucha libre amateur
- All–American Wrestling Champion (2 veces)
- Central Region (Richmond) Wrestling Champion (3 veces)
- National Wrestling Champion (2 veces)
- Virginia Commonwealth Games Freestyle Wrestling Champion (1 vez)
- Virginia State Wrestling Champion (AAA) (1 vez)

### Lucha libre profesional
- All Action Wrestling (Australia)

- AAW World Heavyweight Championship (1 vez, actual)

- High Risk Pro Wrestling (Australia)

- HRPW World Heavyweight Championship (1 vez, actual)

- Maryland Championship Wrestling

- MCW Heavyweight Championship (1 vez)

- Nu-Wrestling Evolution

- NWE World Heavyweight Championship (1 vez)

- World Wrestling Entertainment

- WWE United States Championship (1 vez)

- Pro Wrestling Illustrated
  - Situado en el Nº175 en los PWI 500 del 2003[16]
  - Situado en el Nº137 en los PWI 500 del 2004[17]
  - Situado en el Nº86 en los PWI 500 del 2005[18]
  - Situado en el Nº182 en los PWI 500 del 2006[19]
  - Situado en el Nº291 en los PWI 500 del 2007[20]
  - Situado en el Nº355 en los PWI 500 del 2008[21]
  - Situado en el Nº135 en los PWI 500 de 2010[22]
  - Situado en el Nº82 en los PWI 500 de 2011[23]